# Ashley Twichell
Ashley Grace Twichell (Fayetteville, 16 de junio de 1989) es una deportista estadounidense que compite en natación, en las modalidades de piscina y aguas abiertas.
Ganó cinco medallas en el Campeonato Mundial de Natación entre los años 2011 y 2019, y una medalla de plata en el Campeonato Mundial de Natación en Piscina Corta de 2016. En los Juegos Panamericanos obtuvo dos medallas, plata en 2011 y oro en 2023.
Participó en los Juegos Olímpicos de Tokio 2020, ocupando el séptimo lugar en la prueba de 10 km.

## Palmarés internacional
| Campeonato Mundial   | Campeonato Mundial      | Campeonato Mundial | Campeonato Mundial |
| Año                  | Lugar                   | Medalla            | Prueba             |
| -------------------- | ----------------------- | ------------------ | ------------------ |
| 2011                 | Shanghái (China)        | Medalla de oro     | Equipo mixto       |
| 2011                 | Shanghái (China)        | Medalla de bronce  | 5 km               |
| 2017                 | Budapest (Hungría)      | Medalla de oro     | 5 km               |
| 2017                 | Budapest (Hungría)      | Medalla de plata   | Equipo mixto       |
| 2019                 | Gwangju (Corea del Sur) | Medalla de bronce  | Equipo mixto       |
| Juegos Panamericanos |                         |                    |                    |
| Año                  | Lugar                   | Medalla            | Prueba             |
| 2023                 | Santiago (Chile)        | Medalla de oro     | 10 km              |

| Campeonato Mundial en Piscina Corta | Campeonato Mundial en Piscina Corta | Campeonato Mundial en Piscina Corta | Campeonato Mundial en Piscina Corta |
| Año                                 | Lugar                               | Medalla                             | Prueba                              |
| ----------------------------------- | ----------------------------------- | ----------------------------------- | ----------------------------------- |
| 2016                                | Windsor (Canadá)                    | Medalla de plata                    | 800 m libre                         |
| Juegos Panamericanos                |                                     |                                     |                                     |
| Año                                 | Lugar                               | Medalla                             | Prueba                              |
| 2011                                | Guadalajara (México)                | Medalla de plata                    | 800 m libre                         |